# Хор-Бутырина
Хор-Бутырина — участок (населённый пункт) в Заларинском районе Иркутской области России. Входит в состав Черемшанского муниципального образования.

## География
Участок находится на расстоянии примерно 71 км к юго-западу от рабочего посёлка Залари, административного центра района.

## Население
| 2002 | 2010 | 2011 | 2012 |
| ---- | ---- | ---- | ---- |
| 13   | ↘8   | →8   | ↗9   |

### Гендерный состав
По данным Всероссийской переписи, в 2010 году в населённом пункте проживало 8 человек (3 мужчины и 5 женщин).
В бывшей деревне сейчас проживает один человек. Это женщина – РаузА Ардаширова.
Ютуб проект "Malm TV" 6 лет назад снял про жительницу документальный фильм под названием «Не одна».
Через год, иркутский интернет провайдер «Плохая Компания» провела жительнице интернет. Об этом сама фирма сняла небольшой документальный фильм «Теперь не одна».